# Cercosporella toxicodendri
Cercosporella toxicodendri är en svampart som först beskrevs av Job Bicknell Ellis, och fick sitt nu gällande namn av U. Braun 1998. Cercosporella toxicodendri ingår i släktet Cercosporella och familjen Mycosphaerellaceae.   Inga underarter finns listade i Catalogue of Life.